# منتخب كوسوفو لكرة القدم للسيدات
منتخب كوسوفو الوطني لكرة القدم للسيدات هو ممثل كوسوفو الرسمي في المنافسات الدولية في كرة القدم للسيدات، يديريه اتحاد كوسوفو لكرة القدم.

## وصلات خارجية
- الموقع الرسمي